# Leo McConville
Leo McConville (* 10. Dezember 1900 in Baltimore, Maryland; † 1968) war ein US-amerikanischer Jazztrompeter (auch Kornett).

## Leben und Wirken
McConville arbeitete zunächst in Maryland, dann u. a. bei Jean Goldkette in Detroit. Er gehörte in den 1920er- und 1930er-Jahren verschiedenen Jazz-Studioformationen wie The Charleston Chasers, The Georgians und The Louisiana Five an; er spielte u. a. mit Jimmy und Tommy Dorsey, Fred Hall, Roger Wolfe Kahn, Eddie Lang, Sam Lanin, Miff Mole, Arthur Schutt, Ben Selvin, Cornell Smelser, Paul Specht, Don Voorhees und Joe Venuti, außerdem in der Countryband Rex Cole’s Mountaineers. Im Bereich des Jazz war er zwischen 1923 und 1931 an 177 Aufnahmesessions beteiligt. Bis zu seinem Tod 1968 trat er mit lokalen Bands auf, wie der Bob Craig Band und einem Orchester unter der Leitung von Bob Iula.
Nach Ansicht von John R. T. Davies stand McConville in seiner Karriere im Schatten von Red Nichols. Brian Rust lobt Leo McConvilles schönen Ton und dessen technischer Fähigkeit, die von gutem Geschmack gekennzeichnet war.